# Hans Kollhoff

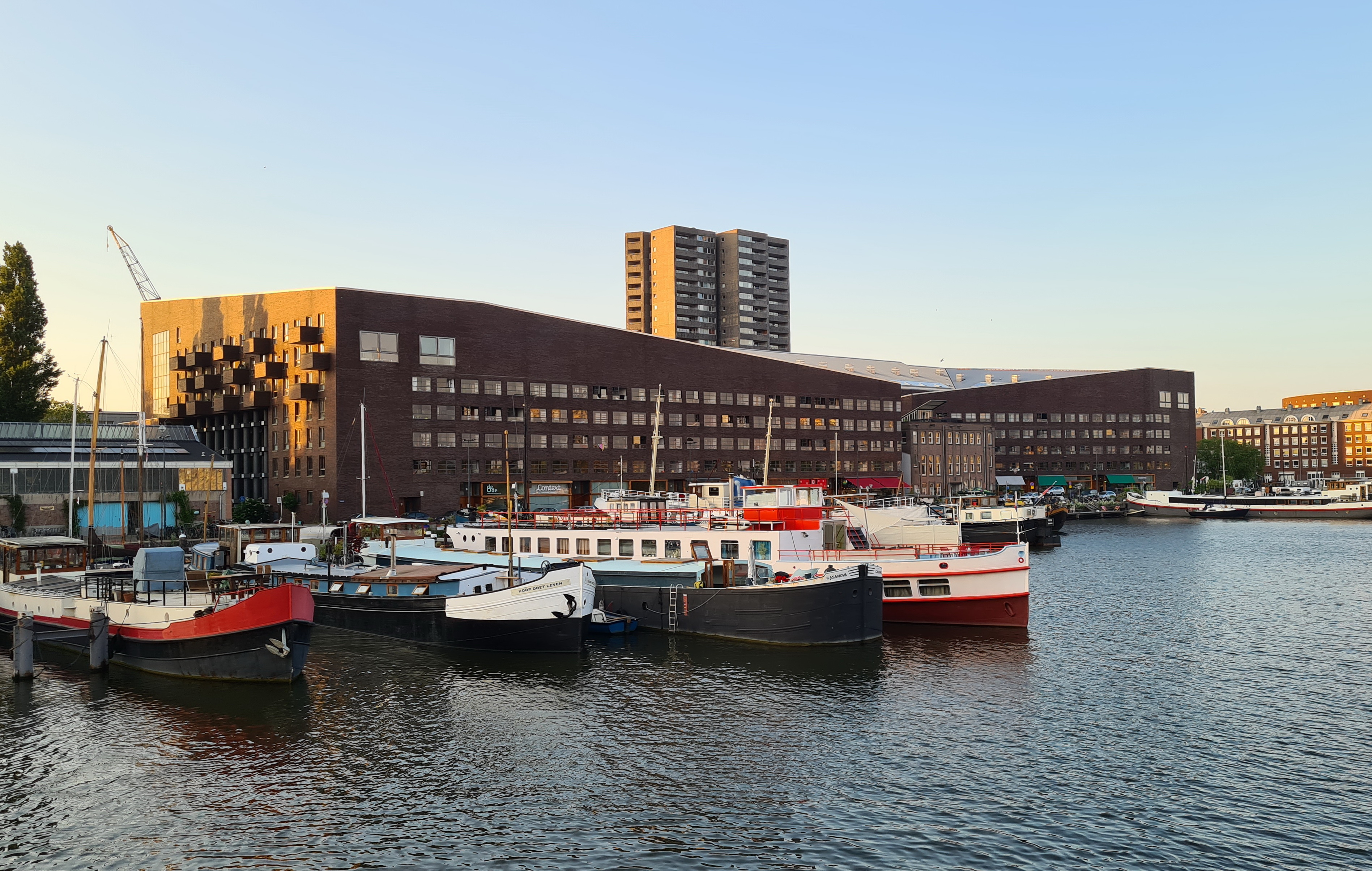
Piraeus (1994) op het KNSM-eiland in Amsterdam

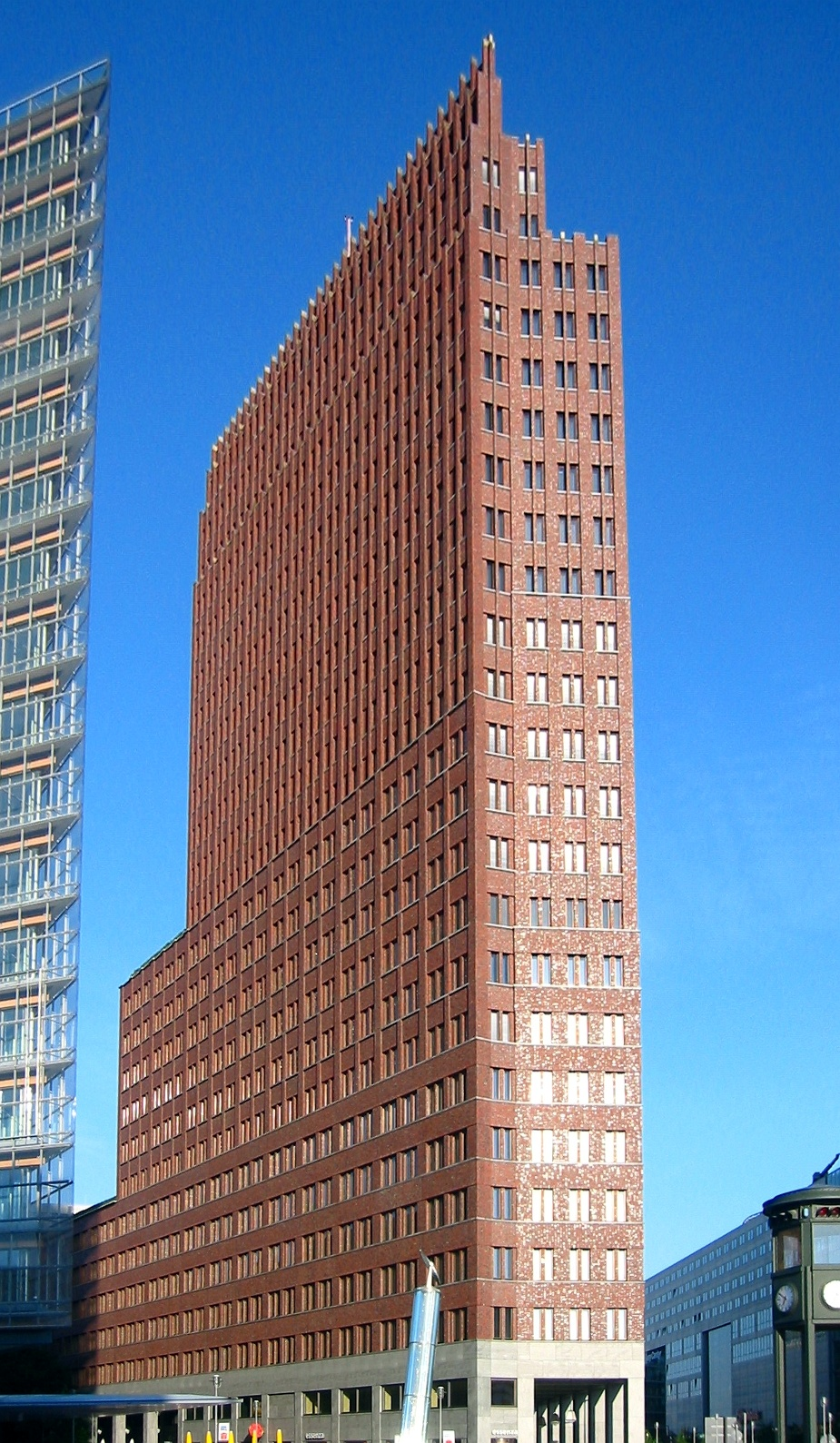
Kollhoff-Tower (2000) aan de Potsdamer Platz in Berlijn

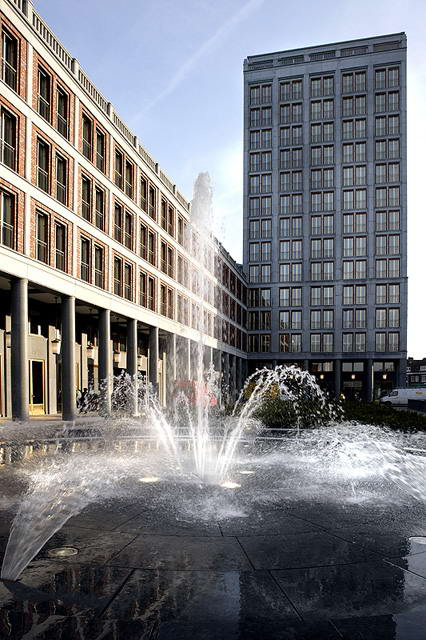
De Colonel (2007) op het Stationsplein in Maastricht

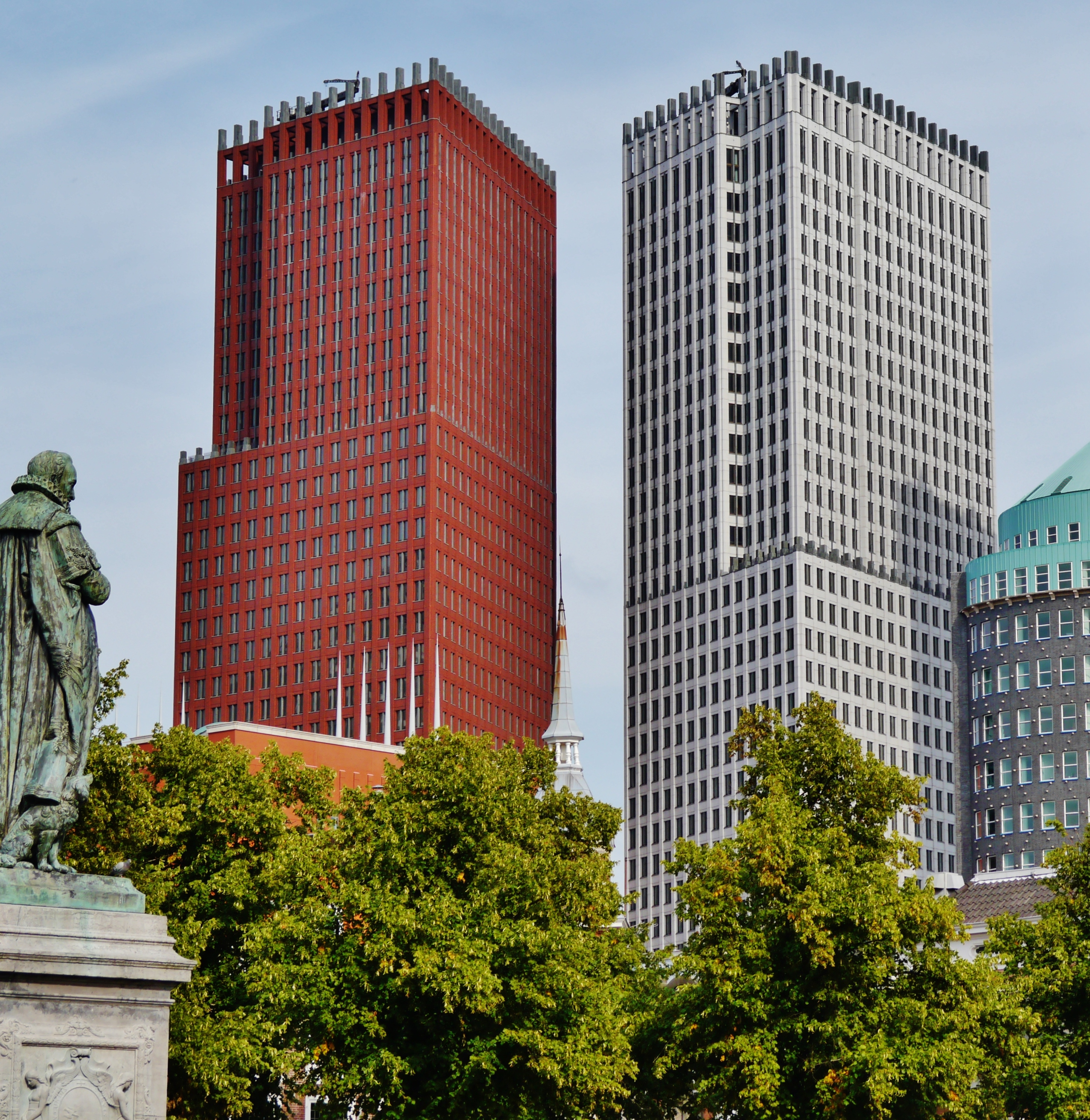
JuBi-gebouw (2012) op de Turfmarkt in Den Haag

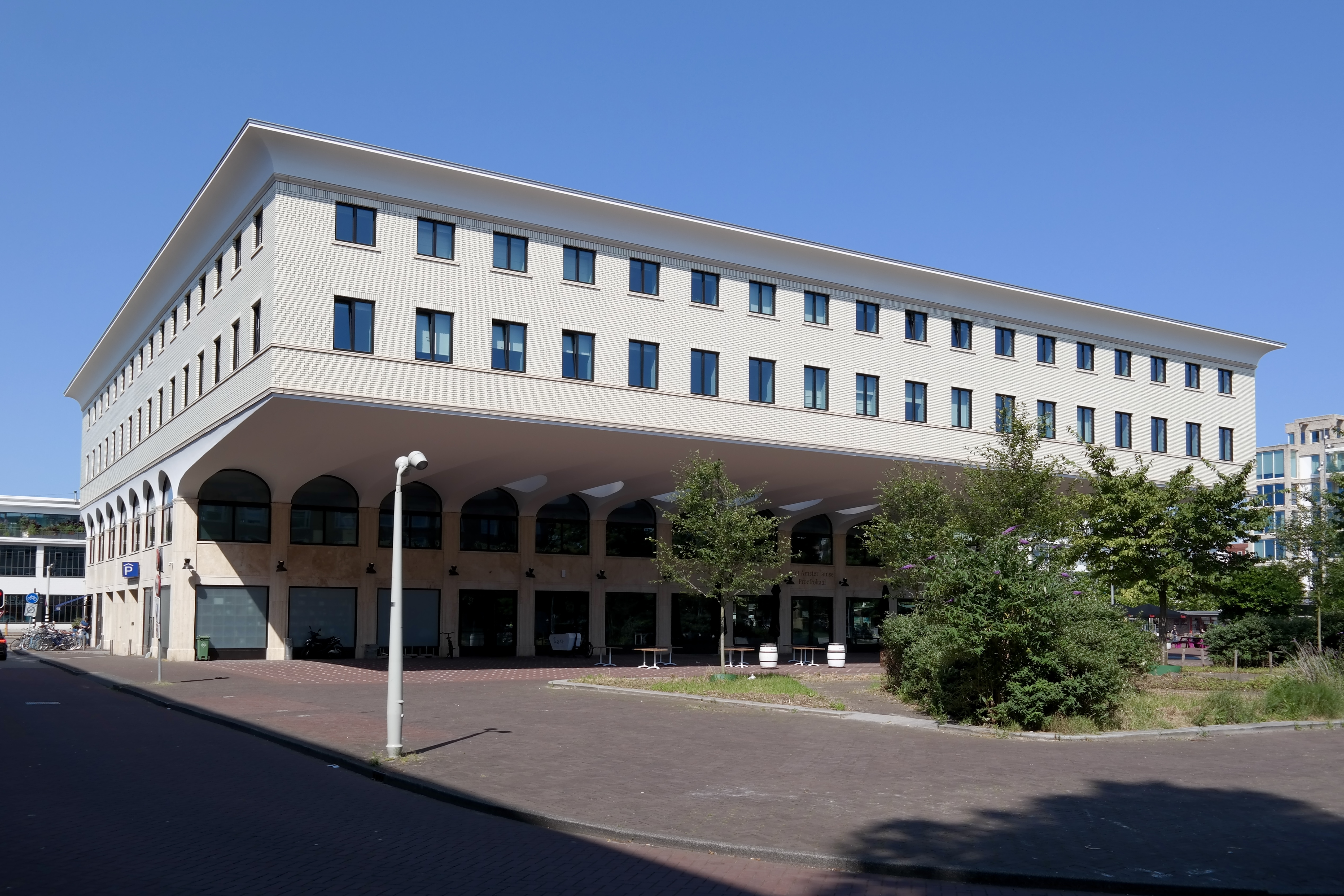
Zuidblok Stadionplein, hotel en appartementen

Hans Kollhoff (Bad Lobenstein, 18 september 1946) is een Duits architect.

## Biografische schets
Kollhoff studeerde van 1968-1973 architectuur aan de Universiteit van Karlsruhe en in 1974 aan de Technische Universiteit van Wenen. Hier werkte hij ook een jaar bij Pritzker-prijswinnaar Hans Hollein. Hij kwam terug naar Karlsruhe om af te studeren als architect in 1975. Met behulp van een beurs van de DAAD verhuisde Kollhoff naar New York waar hij verder studeerde aan Cornell-universiteit, aan de zijde van onder meer Rem Koolhaas. De architectuurfaculteit van Cornell had in deze tijd een ambitieuze en creatieve atmosfeer. Er was een academische rivaliteit gaande tussen twee vooraanstaande architectuurtheoretici, Colin Rowe en O.M. Ungers. Vanaf 1977 werkte hij als assistent voor de laatste. Kollhoff had ook een bijdrage in het befaamde boek Collage City, geschreven door Rowe, dat uitkwam in 1978.
In 1978 keerde hij terug naar Duitsland om in Berlijn zijn eigen architectenbureau op te richten. Tot 1983 werkte hij tevens als assistent aan de Technische Universiteit Berlijn. Na drie jaar als gasthoogleraar, werd hij in 1990 professor aan de ETH in Zürich. Deze positie bekleedde hij tot 2012, toen hij met een grote expositie afscheid nam. Later was hij nog op verschillende plekken gasthoogleraar, onder andere in 2014 aan de Universiteit van Bologna/Cesena en in 2016 aan de Yale-universiteit in New Haven, New York. Hier bekleedde hij voor een semester de leerstoel van William B. and Charlotte Shepherd Davenport Visiting Professor.
Sinds 1984 leidt hij zijn Berlijnse kantoor samen met Helga Timmermann. Het bureau heeft dependances in Den Haag en Florence.
De architectuur van Hans Kollhoff wordt gekenmerkt door een klassieke bouwstijl en het gebruik van solide, traditionele materialen, zoals hardsteen en baksteen, die hij op een traditionele manier verwerkt.

## Loopbaan
Duitsland
De carrière van Kollhoff speelde zich aanvankelijk af in Berlijn. Na de val van de Berlijnse Muur bleek de stad een perfecte plaats voor de jonge architect. Van een ontwerper van sociale woningbouw ontwikkelde hij zich tot het gezicht van de nieuwe architectuur van Berlijn. Belangrijke werken van Kollhof in Berlijn zijn de in opdracht van DaimlerChrysler gebouwde toren in New Yorkse baksteenstijl op de Potsdamer Platz en enkele hoge gebouwen op de Alexanderplatz. Ook was hij verantwoordelijk voor de verbouwing van de vroegere Reichsbank tot Ministerie van Buitenlandse Zaken, de verbouwing van het Metropol-theater op de Nollendorfplatz tot nachtclub Goya, en de reconstructie van de Leibniz-Kolonnaden nabij de Kurfürstendamm.
Later ontwierp Kollhoff, hoewel hij actief bleef in de hoofdstad, ook omvangrijke gebouwen in andere steden in Duitsland. In het Deutschherrnviertel in Frankfurt am Main bouwde Kollhoff de 88 meter hoge woontoren Mainplaza. Ook in Hamburg, Leipzig en Keulen verrezen kantoorgebouwen van zijn hand.
Kollhoff is voorzitter van het genootschap dat zich inzet voor de herbouw van de Berliner Bauakademie van Karl Friedrich Schinkel en voor de herbestemming van dit monument tot Berlin International Academy of Architecture. Eind 2016 maakte de Duitse overheid bekend een bedrag vrij te hebben gemaakt voor dit project.
Nederland
In Nederland kreeg Kollhoff bekendheid door zijn in 1994 voltooide woongebouw Piraeus op het KNSM-eiland in Amsterdam (hoewel dat project voor een deel op het konto van zijn projectarchitect Christian Rapp geschreven moet worden). Sindsdien is het Kollhoff gelukt in Nederland een omvangrijk en invloedrijk oeuvre op te bouwen. In Maastricht bouwde hij naast het station het kantorencomplex De Colonel. Verder ontwierp hij woningbouwcomplexen in onder andere Rotterdam, Breda en Amersfoort. Hij drukte tevens een stempel op de Nederlands hoogbouw. In Den Haag verrees naar zijn ontwerp een van de grootste kantoorgebouwen van Nederland, het JuBi-gebouw van de ministeries van Veiligheid & Justitie en Binnenlandse Zaken. Het Nederlandse bureau wordt geleid door Alexander Pols en opereert meestal onder de naam Kollhoff & Pols.

## Lijst van bouwwerken
- 1991-1994: Piraeus, KNSM-eiland, Amsterdam
- 1993-1996: Hoofdgebouw van de Landeszentralbank in den Freistaaten Sachsen und Thüringen, Leipzig
- 1995-2001: Leibniz-Kolonnaden, Berlijn
- 1996-1999: Ministerie van Buitenlandse Zaken, Berlijn
- 1997-1999: Kantoorgebouw op de hoek Friedrichstraße-Torstraße, Berlijn
- 1997-2000: Villa Gerl, Berlijn
- 1997-2000: Kollhoff Toren, Potsdamer Platz, Berlijn
- 1997-2003: Delbrück Toren, Potsdamer Platz, Berlijn
- 1998-2007: De Statendam, woontoren in Rotterdam
- 1999-2004: Koninklijk Entrepot, het Eilandje, Antwerpen
- 1999-2007: De Colonel, Maastricht
- 2000-2002: Mainplaza, Frankfurt
- 2001-2005: Woongebouw, Chassé Park, Breda
- 2001-2005: De Compagnie, woontoren op de Kop van Zuid, Rotterdam
- 2005: Kantoorgebouw aan de Lilienstrasse, Hamburg
- 2006-2009: Woongebouw Tivoli, Luzern
- 2006-2009: Kantoorgebouw van Generali Verzekeringen, Keulen
- 2008-2012: JuBi-gebouw, Den Haag
- 2012-2017: Zuidblok Stadionplein, Amsterdam
- 2017-2019: Hotel Boat & Co, Revaleiland, Houthaven, Amsterdam

In uitvoering
- Leidsche Rijn Centrum, Utrecht
- Station Arco Mirelli van de Napels Metro, Napels
- Nieuwbouw in het Dom-Römer-Project, Frankfurt